# سایپرس (تگزاس)
سایپرس، تگزاس(به انگلیسی: Cypress, Texas) شهری در ایالت تگزاس از ایالات جنوبی ایالات متحده آمریکا است. در سرشماری سال ۲۰۰۰، جمعیت این شهر ۴۶۰۲۵ نفر اعلام شد.